# Tomtabacken
Tomtabacken es una colina en la provincia de Småland, al sur del país europeo de Suecia.
Está situada en la parte sur del Municipio Nässjö, a unos 22 km al suroeste de la ciudad principal de la región llamada también Nässjö. El área de la cumbre es bastante plana, y tiene un mirador que ofrece una vista sobre el paisaje de Småland.
Con una altura de 377 metros, Tomtabacken es el punto más alto de la provincia de Småland y en la tierra del sur de Götaland.